# Kubilay Aktaş
Kubilay Aktaş (sinh ngày 29 tháng 1 năm 1995) là một cầu thủ bóng đá Thổ Nhĩ Kỳ thi đấu ở vị trí tiền vệ cho İstanbulspor. Anh ra mắt tại Süper Lig ngày 6 tháng 10 năm 2013.

## Sự nghiệp quốc tế
Aktaş đại diện đội U-19 Thổ Nhĩ Kỳ tham dự Đại hội Thể thao Địa Trung Hải 2013.